# Cerkiew Świętych Cyryla i Metodego we Wrocławiu
Cerkiew pod wezwaniem Świętych Cyryla i Metodego – prawosławna cerkiew parafialna we Wrocławiu. Należy do dekanatu Wrocław diecezji wrocławsko-szczecińskiej Polskiego Autokefalicznego Kościoła Prawosławnego. Obiekt służy również ukraińskojęzycznej parafii św. Piotra Mohyły.

## Historia

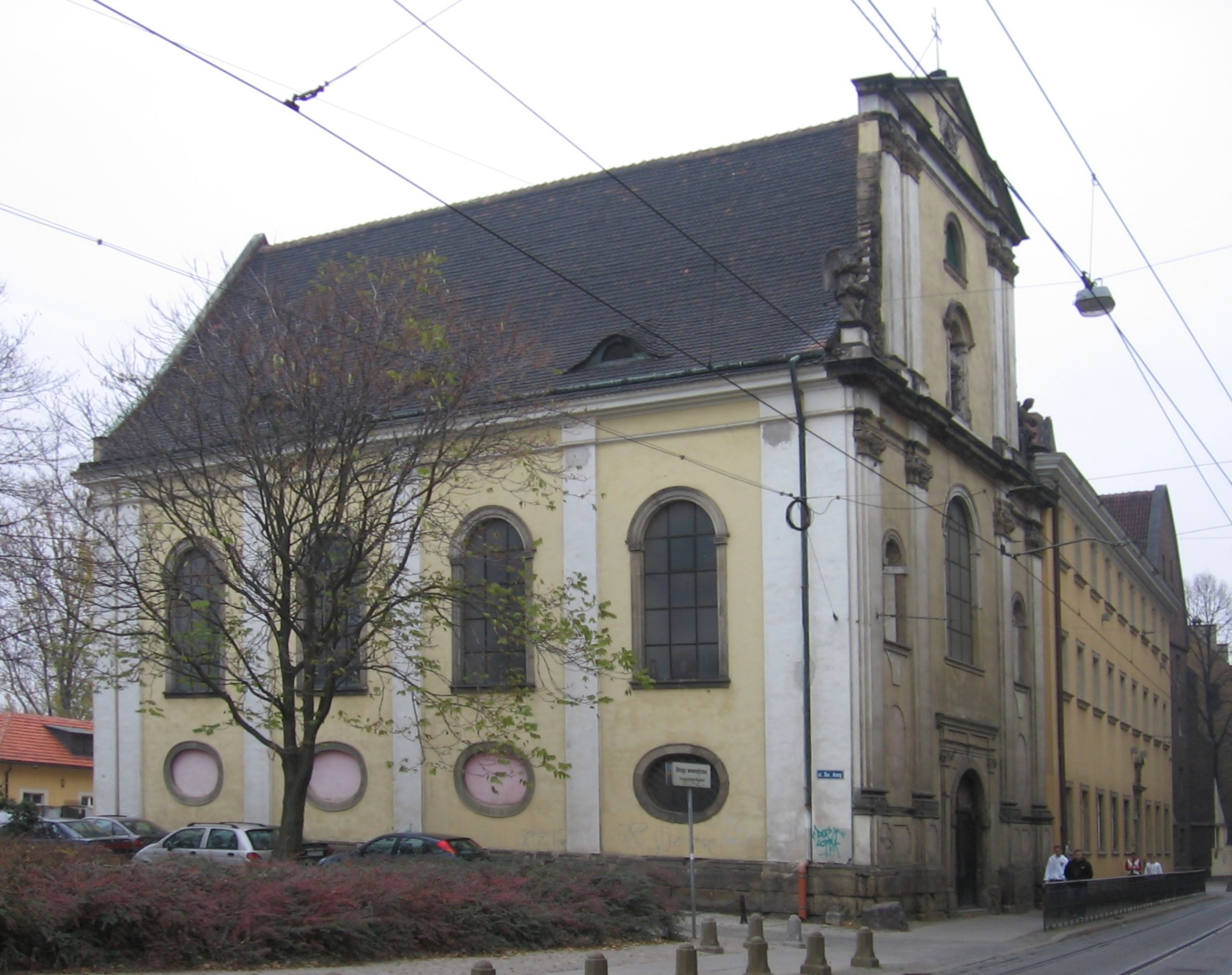
Cerkiew w 2005 (przed remontem)

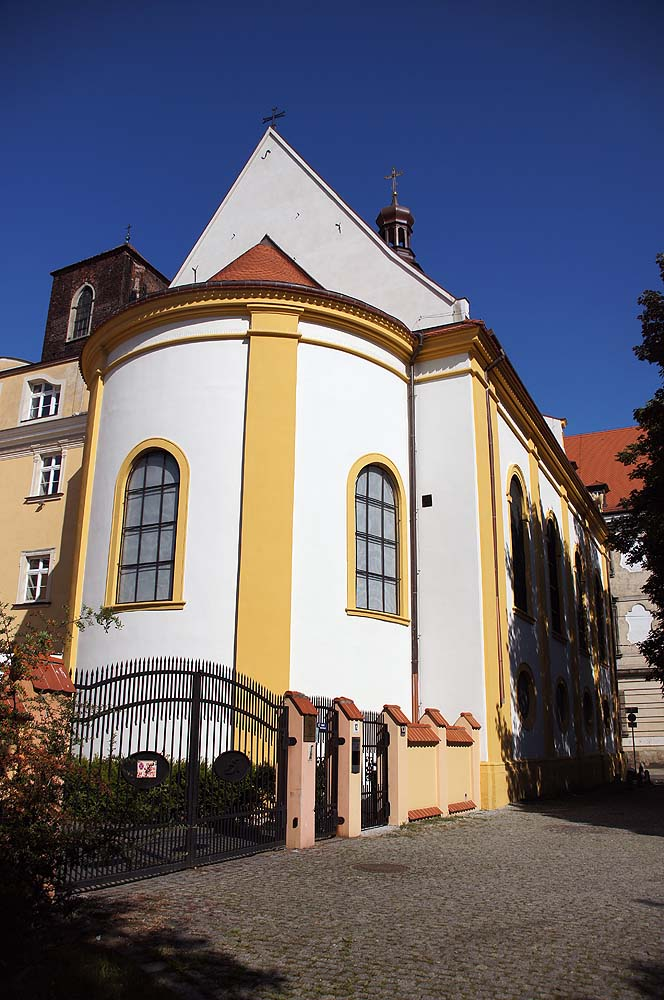
Widok od strony prezbiterium

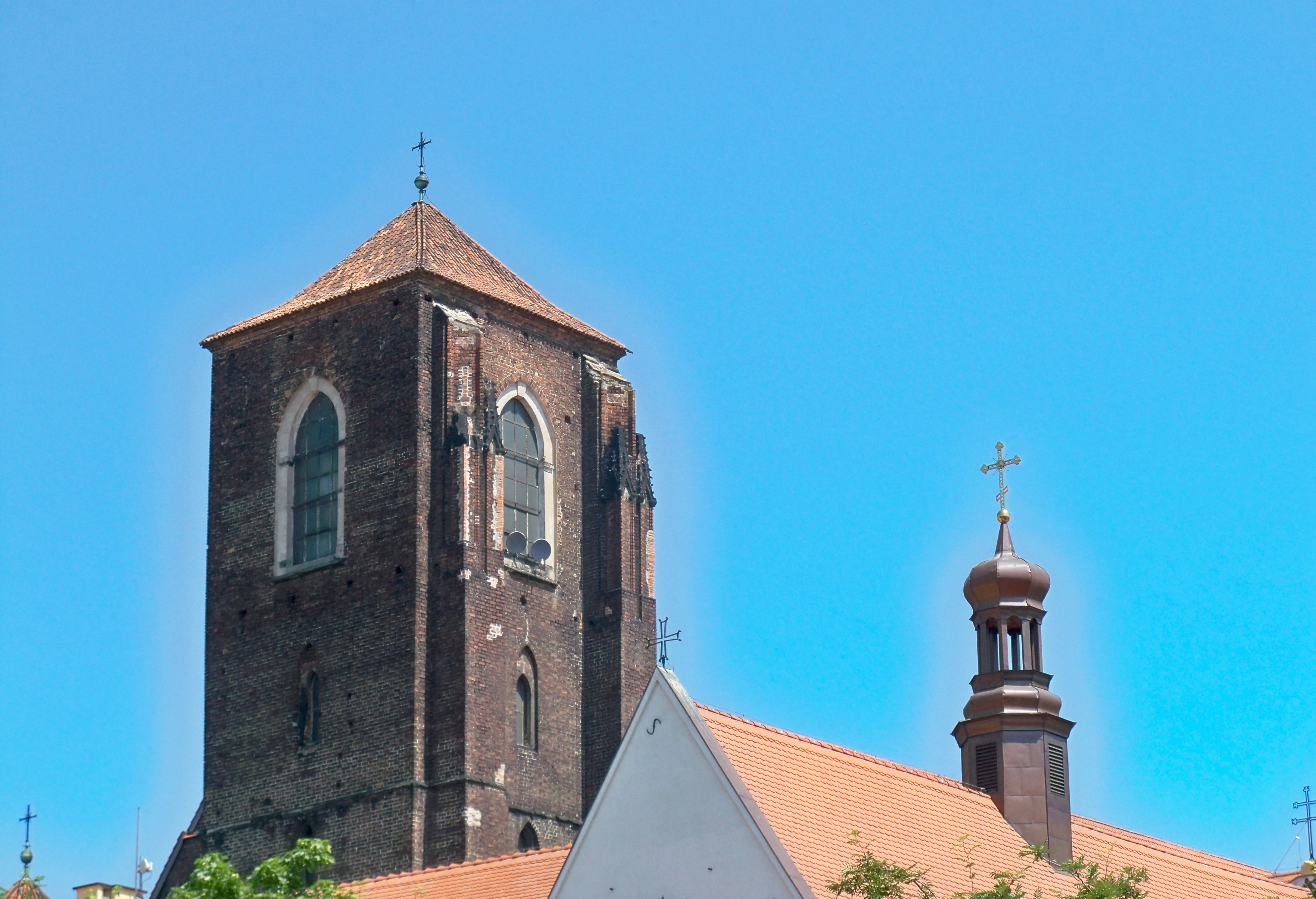
Na pierwszym planie: odbudowana sygnaturka cerkwi

Świątynia znajduje się na Wyspie Piasek, przy ulicy św. Jadwigi 13. Pierwotnie kościół rzymskokatolicki pod wezwaniem św. Anny, został wzniesiony w latach 1686–1690, według projektu nieznanego włoskiego architekta. Budowę prowadził Zygmunt Linde, który przyczynił się do powstania w świątyni kaplicy św. Elżbiety. Poprzednio stała w tym miejscu średniowieczna kaplica pod wezwaniem świętych Józefa, Joachima, Natalii i Adriana, która została w XVII wieku zburzona.
Zbudowany od nowa pod koniec XVII w. kościół to pierwsza w mieście świątynia barokowa, jednonawowa, z bogato zdobioną i zwieńczoną rzeźbami fasadą, nawiązującą wyraźnie do stylu słynnego rzymskiego kościoła Il Gesù. 
Do 1810 kościół należał do pobliskiego klasztoru sióstr augustianek. Po urzędowej sekularyzacji dóbr zakonnych w 1810 w budynku klasztornym założono katolickie seminarium nauczycielskie. W 1852 przywrócono funkcję sakralne niszczejącej świątyni św. Anny, którą obecna parafia prawosławna czci jako dodatkową patronkę. Przez kilka lat (1919–1921) kościół służył mniejszości polskiej we Wrocławiu. W późniejszych latach został przekazany starokatolikom. 
W okresie walk o Festung Breslau w 1945, kiedy dowództwo twierdzy ulokowało się w Królewskiej Bibliotece Uniwersyteckiej, księgozbiór ewakuowano – m.in. w ówczesnym kościele św. Anny umieszczono ok. pół miliona książek. 11 maja 1945 spłonął cały księgozbiór i wypaliło się wnętrze świątyni.
Po wojnie zrujnowany budynek zabezpieczono. W 1970 został przekazany Polskiemu Autokefalicznemu Kościołowi Prawosławnemu. W 1973 zaczęto odprawiać liturgię w prowizorycznej kaplicy. Po odgruzowaniu i wyremontowaniu kościoła odprawiono w 1976 pierwsze nabożeństwo prawosławne w głównej nawie kościoła. W świątyni umieszczono ikonostas, w którym znajdują się ikony sprowadzone m.in. z Warszawy i Strwiążyka.
W krypcie cerkwi znajduje się kaplica Świętych Wileńskich Męczenników – Antoniego, Jana i Eustachego (do której prowadzi oddzielne wejście), użytkowana przez parafię św. Piotra Mohyły.
W latach 2009–2011 świątynia została gruntownie wyremontowana, m.in. całkowicie odnowiono elewację, wymieniono pokrycie dachu oraz odbudowano sygnaturkę.
Cerkiew została wpisana do rejestru zabytków 25 listopada 1947 pod nr 3 oraz 23 października 1961 pod nr A/287/13.
Od początku erygowania parafii do 30 września 2018 r. funkcję proboszcza pełnił ks. mitrat Eugeniusz Cebulski. 
Od 1 października 2018 r. proboszczem parafii Świętych Cyryla i Metodego jest ks. mitrat płk dr Eugeniusz Bójko. Nabożeństwa w cerkwi odprawiane są w języku polskim i cerkiewnosłowiańskim (parafia Świętych Cyryla i Metodego) oraz cerkiewnosłowiańskim i ukraińskim (parafia św. Piotra Mohyły).

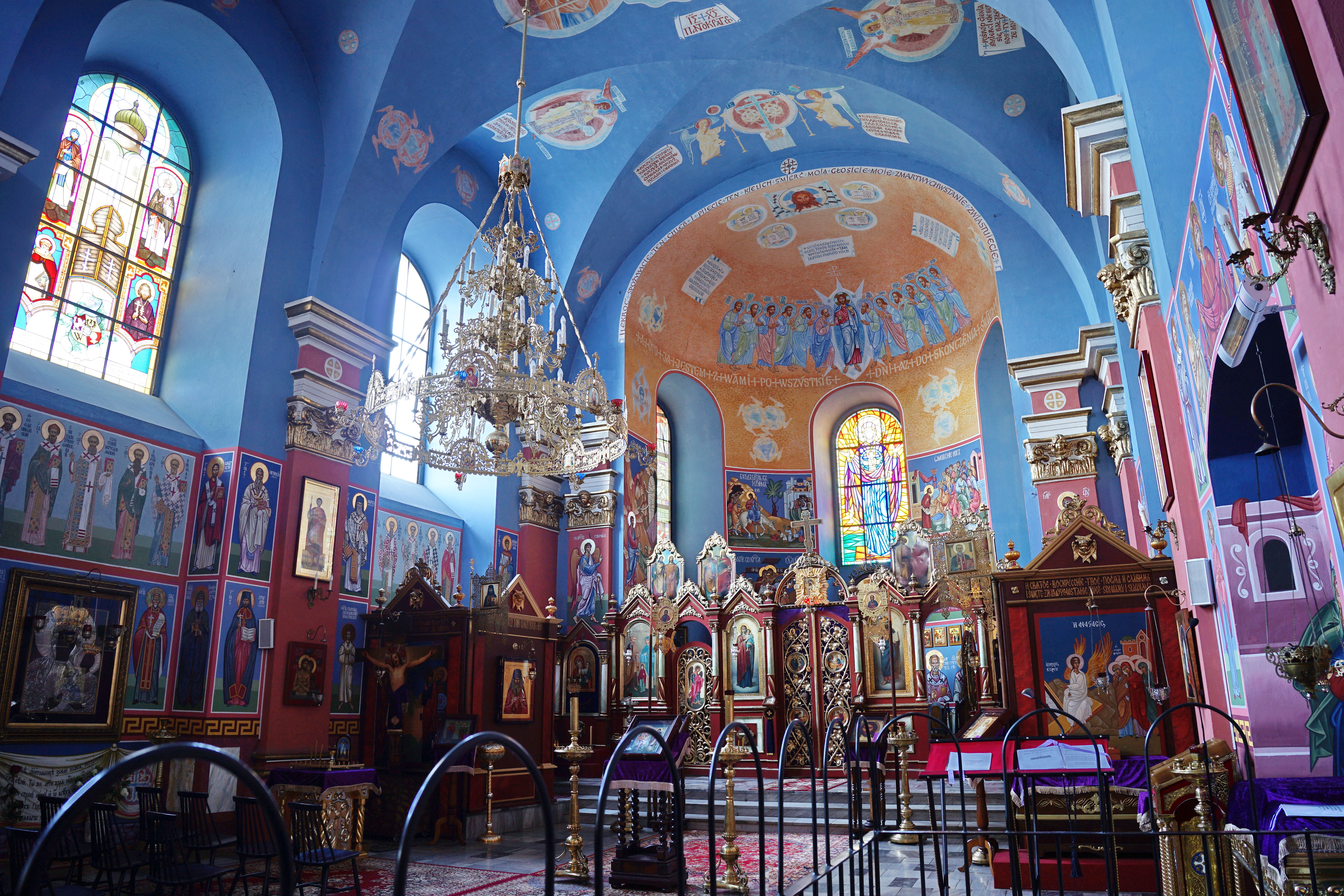
Wnętrze cerkwi